# Назад в будущее (франшиза)
«Наза́д в бу́дущее» (англ. Back to the Future) — научно-фантастическая трилогия о путешествиях во времени, описывающая альтернативные реальности вымышленного городка Хилл-Вэлли в Калифорнии и нескольких проживающих там семей. Трилогия поставлена режиссёром Робертом Земекисом по сценарию, написанному совместно с Бобом Гейлом. Продюсеры — Фрэнк Маршалл, Кэтлин Кеннеди, Нил Кэнтон и Стивен Спилберг.
В центре событий — подросток Марти МакФлай (Майкл Дж. Фокс) из 1985 года, который случайно перемещается на машине времени (в виде автомобиля DeLorean) в 1955 год, где случайно мешает знакомству своих родителей (Лиа Томпсон и Криспин Гловер), ставя под угрозу собственное существование. Вернуться домой мальчику помогает эксцентричный изобретатель Эмметт Браун (Кристофер Ллойд) — создатель машины времени.
Первый фильм вышел в 1985 году в кинотеатрах Соединённых Штатов и Канады. Второй и третий фильмы трилогии снимались один за другим и вышли в прокат в 1989 и 1990 годах соответственно. Кассовый успех, любовь поклонников и признание критиков привели к дальнейшему развитию франшизы — были сняты два продолжения и мультсериал, издано множество комиксов, запущены аттракционы в трёх тематических парках студии «Universal», выпущено несколько документальных фильмов. Первая часть трилогии внесена в Национальный реестр фильмов США, а 21 октября 2015 года по всему миру отмечался как «День Назад в будущее». В 2020 году сюжет первой части был адаптирован для театральной постановки-мюзикла, созданного при участии Гейла, Земекиса и Сильвестри.

## Сюжет

### Назад в будущее

Временная линия трёх частей

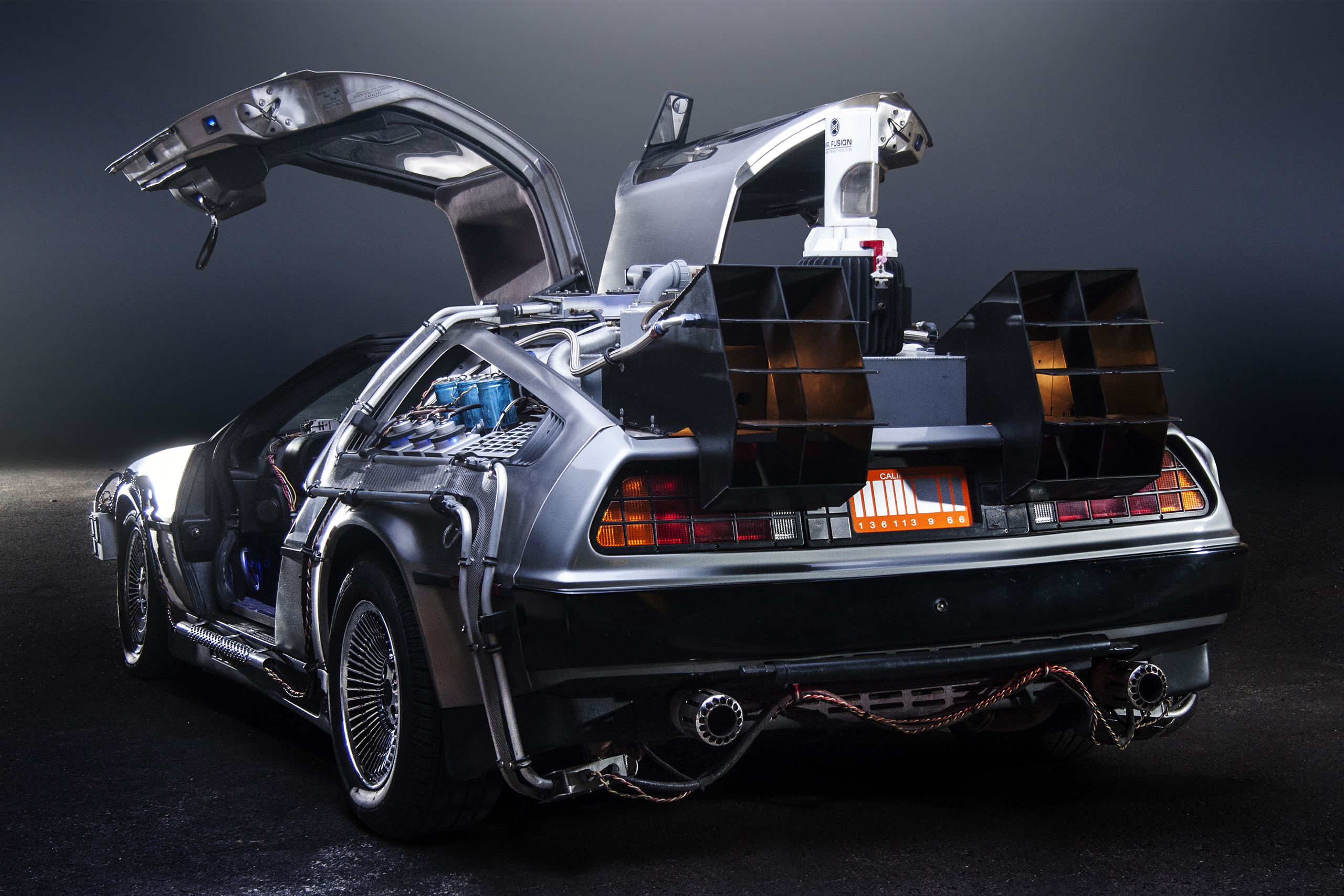
Машина времени из фильма в виде модифицированного автомобиля DeLorean

По сюжету доктор Эмметт Браун 30 лет изобретал машину времени и, наконец, в 1985 году он закончил работу над ней, установив энергетический флюксуатор (в других переводах — потоковый накопитель и поточный конденсатор) в автомобиле DeLorean DMC-12.
Сначала он демонстрирует машину своему юному другу, старшекласснику Марти Макфлаю, но именно тогда на них нападают охотящиеся за «Доком» (доктором) террористы. Дока убивают, а Марти спасается на машине времени и попадает в 1955 год. Возвращение крайне проблематично, потому что для путешествия во времени нужен плутоний. Кроме того, из-за нелепой случайности Марти мешает встрече собственных родителей. Этим он ставит под угрозу своё существование, и находит ещё молодого Эмметта Брауна, надеясь с его помощью решить эти две проблемы, а также спасти Дока в будущем, предупредив об опасности. Марти необходимо успеть влюбить друг в друга своих родителей, противостоять негодяю Биффу Таннену и вернуться в своё время.

### Назад в будущее 2
Продолжение, «Назад в будущее 2», вышло в 1989 году. Успешно справившись со всеми трудностями, Марти возвращается домой, в 1985 год. Но неожиданное появление Дока заставляет юношу рассказать его подружке Дженнифер о существовании машины времени — героям приходится отправиться в 2015 год, чтобы спасти своих будущих детей от тюрьмы. Между тем старик Бифф Таннен узнаёт о существовании машины времени, угоняет её и изменяет собственную судьбу, превращая себя в одного из самых богатых людей США. Остальной же мир становится настоящим кошмаром, в котором отец Марти убит, а Док признан сумасшедшим.
Док и Марти отправляются в прошлое, чтобы помешать Биффу из будущего изменить настоящее. По странному стечению обстоятельств, вернуться им предстоит всё в тот же 1955 год. После удачного исхода их миссии в машину времени с находящимся в ней Доком случайно ударяет молния, и Док оказывается в 1885 году.

### Назад в будущее 3
В заключительной части, «Назад в будущее 3», выпущенной в 1990 году, оставшийся в 1955 году Марти Макфлай ищет машину времени, оставленную Доком в 1885 году. Случайно он узнаёт, что в этом году Док был убит бандитом Бьюффордом Танненом за долг в 80 долларов. Марти отправляется в прошлое — на Дикий Запад, чтобы спасти своего друга. Но пожилой учёный влюбляется в учительницу Клару Клейтон, а возвращение домой станет невыполнимым заданием для двух путешественников во времени.
После нападения индейцев DeLorean остаётся без топлива, которое ещё даже не изобрели. Однако Марти и Док решили придать машине ускорение, поставив её на рельсы впереди несущегося к пропасти локомотива.

### Будущее
Чаще всего меня спрашивают, когда я сниму четвёртую часть «Назад в будущее». Никогда. Не может быть фильма из четырёх частей. В тройке есть драма. Слыхали про трёхактную структуру? Четыре — это чётное число. Четыре — это скучно.
Роберт Земекис, имеющий окончательные права на все фильмы франшизы, заявил, что он заблокирует все попытки переделать или перезапустить оригинальный фильм. Боб Гейл заявил, что не хотел бы видеть другой фильм в сериале без Марти МакФлая или какого-либо другого актёра, кроме Майкла Джей Фокса, признавая, что нынешнее состояние здоровья Фокса сделает это невозможным. Он проиллюстрировал это на фан-конвенте 2008 года во Флориде, заявив: "Идея создания ещё одного фильма «Назад в будущее» без Майкла Джей Фокса — знаешь, это все равно, что сказать: «Я приготовлю тебе ужин со стейком и подержу говядину». Гейл также сказал, что видеоигра от Telltale Games ближе всего к тому, каким может быть четвёртый фильм. В интервью 21 октября 2015 года, в день предполагаемого прибытия Марти МакФлая в будущее, Кристофер Ллойд заявил, что рассмотрит возможность создания четвёртого фильма при условии, что оригинальный актёрский состав и творческая команда вернутся вместе с сюжетом, который «стоит рассказать». В тот же день Ллойд повторил роль Дока Брауна в кратком сегменте, в котором персонаж возвращается, чтобы объявить специальное сообщение (под названием «Доктор Браун спасает будущее»), объясняющее несоответствие между реальностью и будущим, как показано в фильме. В 2020 году актёр Том Холланд заявил в интервью BBC Radio 1, что к нему обратился неназванный продюсер по поводу возможного перезапуска франшизы с ним в роли Марти МакФлая (или аналогичного нового персонажа). Тем не менее, Холланд заявил, что не хочет принимать это предложение, так как он описал существующие фильмы как «идеальные фильмы», хотя ему было бы интересно воссоздать сцены из фильмов в deepfake-видео или короткометражном фильме.

## Создатели

### Актёры и персонажи
| Персонаж                     | Фильмы          | Фильмы            | Фильмы            | Описание персонажа |
| Персонаж                     | Назад в будущее | Назад в будущее 2 | Назад в будущее 3 | |
| ---------------------------- | --------------- | ----------------- | ----------------- | --- |
| Марти Макфлай                | Майкл Джей Фокс | Майкл Джей Фокс   | Майкл Джей Фокс   | Подросток из 1980-х. Волею случая Марти путешествует на машине времени, чтобы исправить ошибки, которые он и его семья могут сделать в будущем или сделали в прошлом. |
| Эмметт Браун                 | Кристофер Ллойд | Кристофер Ллойд   | Кристофер Ллойд   | Гениальный, не от мира сего, учёный, с лицом, напоминающим Эйнштейна, изобретатель машины времени. |
| Джордж Макфлай               | Криспин Гловер  | Джеффри Уайзман   | Джеффри Уайзман   | Отец Марти — очень неуверенный в себе парнишка, который не только пытается писать фантастические романы о пришельцах, но и легко готов поверить в существование таковых в реальном мире. Юный Джордж не способен идти на конфронтации и отстаивать своё мнение. Благодаря вмешательству Марти Джордж приобретает внутреннюю свободу и становится успешным человеком. |
| Лоррейн Бейнс                | Лиа Томпсон     | Лиа Томпсон       | Лиа Томпсон       | Мать Марти. В 1955 году влюбилась в него, не подозревая о возможных последствиях этой привязанности. Старая любовь Биффа Таннена, в альтернативной реальности — его жена. |
| Бифф Таннен                  | Томас Ф. Уилсон | Томас Ф. Уилсон   | Томас Ф. Уилсон   | Главные антагонисты трилогии — Бифф, его прадед Бьюфорд и внук Грифф Таннены. |
| Грифф Таннен                 |                 | Томас Ф. Уилсон   |                   | Главные антагонисты трилогии — Бифф, его прадед Бьюфорд и внук Грифф Таннены. |
| Бьюфорд «Бешеный пёс» Таннен |                 |                   | Томас Ф. Уилсон   | Главные антагонисты трилогии — Бифф, его прадед Бьюфорд и внук Грифф Таннены. |
| Клара Клейтон                |                 |                   | Мэри Стинберджен  | Школьная учительница, переехавшая в Хилл-Вэлли, где встретила свою любовь — доктора Эмметта Брауна. |
| Дженнифер Паркер             | Клаудия Уэллс   | Элизабет Шу       | Элизабет Шу       | Любимая девушка Марти, вместе с которой юноше приходится отправиться в 2015 год, чтобы спасти их будущих детей от серьёзных проблем. |

### Съёмочная группа
| Фильм             | Год  | Режиссёр       | Сценарий                                          | Продюсеры           | Исполнительные продюсеры                     | Композитор      | Оператор  |
| ----------------- | ---- | -------------- | ------------------------------------------------- | ------------------- | -------------------------------------------- | --------------- | --------- |
| Назад в будущее   | 1985 | Роберт Земекис | Роберт Земекис Боб Гейл                           | Нил Кэнтон Боб Гейл | Стивен Спилберг Кэтлин Кеннеди Фрэнк Маршалл | Алан Сильвестри | Дин Канди |
| Назад в будущее 2 | 1989 | Роберт Земекис | Сюжет: Роберт Земекис Боб Гейл Сценарий: Боб Гейл | Нил Кэнтон Боб Гейл | Стивен Спилберг Кэтлин Кеннеди Фрэнк Маршалл | Алан Сильвестри | Дин Канди |
| Назад в будущее 3 | 1990 | Роберт Земекис | Сюжет: Роберт Земекис Боб Гейл Сценарий: Боб Гейл | Нил Кэнтон Боб Гейл | Стивен Спилберг Кэтлин Кеннеди Фрэнк Маршалл | Алан Сильвестри | Дин Канди |

## Производство

### Технические данные
Оригинальный негатив всех трёх частей фильма снят камерами классического формата 1,37:1 со скрытым кашетированием до формата 1,85:1. Отдельные сцены сняты в формате «Виста Вижн» с высоким разрешением для производства спецэффектов. Прокатные фильмокопии печатались в двух вариантах: кашетированные на 35-мм киноплёнке с соотношением сторон кадра 1,85:1 и широкоформатные на киноплёнке 70-мм с соотношением сторон 2,2:1. Применение скрытого кашетирования даёт возможность выпуска видеокопий с соотношением сторон 4:3, воспроизводящих весь исходный кадр, обрезанный при печати кинотеатральных копий. Исключение составляют сцены со спецэффектами, поскольку соотношение сторон негатива «Виста Вижн» составляет 1,5:1 и требует незначительного пансканирования до соотношения сторон телекадра. Релизы с различным соотношением сторон не являются искажением оригинала.

### Дизайн
Все постеры для трилогии были созданы художником Дрю Струзаном, хотя сама идея — герои, глядя на часы, одной ногой стоят в машине — принадлежит Уэйну Кои (англ. Wayne Coe). Каждый постер представляет собой эту знаковую позу, с той лишь разницей, что количество изображённых героев совпадает с порядковым номером серии трилогии.
- Для фильма «Назад в будущее»: Марти, одетый в одежду 1985 года, стоит у машины времени DeLorean и, приподняв солнцезащитные очки, смотрит на свои часы.
- Для фильма «Назад в будущее 2»: Марти и Док одеты в одежды 2015 года. Они стоят у видоизменённой DeLorean — теперь летающей — приподняв солнцезащитные очки, смотрят на часы.
- Для фильма «Назад в будущее 3»: Марти, Док и Клара, одетые в одежды 1885 года, стоят рядом с DeLorean, находящейся на рельсах. Марти и Док приподнимают края своих широких шляп, а Клара удивлённо смотрит на их карманные часы.

Изменённая версия для 1-й части трилогии была использована для выпуска подарочного издания DVD с трилогией, где рядом с Марти, смотрящим на часы, появляется Док в белом рабочем халате.
В 2012 году креативная студия The Phantom City Creative (PCC) сделала альтернативные постеры к трилогии. По их мнению, все три части не могут существовать отдельно друг от друга. Отсюда и идея — собрать все три постера в одно целое.

## Скрытая реклама

### Nike
Персонажи Дока и Марти в трилогии носят кроссовки фирмы «Nike». В сцене у супермаркета в начале первого фильма на ногах Дока модель «Nike Air Vandal High». Также в начале первой части Марти носит «Nike Bruin», а во втором фильме — футуристическую обувь с подсветкой и технологией самозашнуровки, в основе которой модель «Nike Air Mag».
8 сентября 2011 года компания Nike Inc. выпустила ограниченную серию кроссовок — всего 1 500 пар — «Nike Mag» — точную копию обуви, которую Марти МакФлай носил в 2015 году в фильме «Назад в будущее 2». Модель представляет собой обувь с высоким задником, светоизлучающими диодами и светящимся логотипом компании. Однако у модели отсутствует автоматическая шнуровка, показанная в фильме. Все пары — стоимость одной составляет порядка 4 тысяч долларов — были проданы на интернет-аукционе eBay — вырученные деньги пошли в фонд Майкла Джей Фокса по борьбе с болезнью Паркинсона.
21 октября 2015 года, на 30-летний юбилей картины, «Nike» подарил футуристическую обувь исполнителю роли Марти Макфлая — актёру Майклу Джей Фоксу. В отличие от версии 2011 года, новое поколение кроссовок «Nike может» не только светиться в темноте, но и зашнуровывается автоматически и издаёт те же звуки, что и в фильме. Майкл примерил кроссовки сразу же — фото стремительно разлетелись по Интернету.

### Pepsi
Напиток «Pepsi» часто появляется в кадре или упоминается персонажами трилогии, в том числе в футуристическом будущем существует «Pepsi Perfect». Компания сделала ограниченный выпуск напитка в уникальных бутылках — они поступили в продажу 21 октября 2015 года.

### Toyota
Мечта Марти МакФлая — машина «Toyota Hilux 4x4», которая появляется в нескольких сценах трилогии. Интересно, что в первом фильме номер автомобиля — «2EZP916», а во втором и третьем он поменялся на «2BAK860».
В 2015 году Майкл Джей Фокс и Кристофер Ллойд снялись в видеоролике для популярного канала YouTube под названием «Go Tech Yourself». Это рекламное видео Toyota Mirai — водородного гибридного автомобиля на топливных элементах. Слоган — «Fueled By The Future». Видео одновременно является данью уважения франшизе, а также рассказывает о том, как идея переработки мусора в топливо воплотилась в жизнь. Премьера видео состоялась 21 октября — в этот день Марти, Док и Дженнифер оказываются в будущем во второй части трилогии.

### Nintendo
Созданная специально для съёмок версия игры «Wild Gunman» компании «Nintendo» появляется в ностальгическом «Кафе 80-е» во второй части трилогии. В октябре 2015 года компания выпустила версию Wii U Virtual Console для игры, схожую с той, что стояла в кафе 80’s в фильме.

### Франшиза «Челюсти»
Во второй части, когда Марти прибывает в 2015 год он видит голографическую рекламу фильма «Челюсти-19» — вымышленной серии франшизы «Челюсти» Стивена Спилберга.

## Музыка

### Инструментальная
Инструментальную музыку ко всей трилогии и мюзиклу написал композитор Алан Сильвестри.

### Песни
Певец Хьюи Льюис из группы «Huey Lewis & The News» (сыгравший эпизодическую роль в сцене прослушивания школьных групп в первом фильме) записал для первого фильма две песни. «The Power Of Love», получившую номинацию на премию «Оскар» за «Лучшую песню из фильма». С этой песней группа впервые попала на первое место американского чарта «Billboard Hot 100» и стала вторым чарттоппером в «Top Rock Tracks». Вторая композиция — «Back In Time».
В эпизоде на школьных танцах Майкл Джей Фокс сам играл на гитаре, однако в фильме звучит гитарное соло в исполнении Тима Мэя (об этом упоминается на обложке официального саундтрека) — он учил Фокса игре, чтобы сцена была более достоверной, а также был консультантом на съёмках. Несмотря на то, что в альбоме-саундтреке стоит имя Фокса, песню «Johnny B. Goode» исполнил певец Марк Кемпбелл.
Также в третьей части в эпизоде на фестивале Хилл-Вэлли музыкантов сыграла группа ZZ Top — они также записали песню «Doubleback». Она звучит в фильме в двух версиях — инструментальное кантри на фестивале и в оригинальной версии в финальных титрах картины.

### Саундтреки
| Название                                                         | Дата релиза      | Продолжительность | Композиторы     | Лейбл            |
| ---------------------------------------------------------------- | ---------------- | ----------------- | --------------- | ---------------- |
| Back To The Future: Music From The Motion Picture Soundtrack     | 20 июля 1985     | 38:12             | Алан Сильвестри | MCA Records      |
| Back To The Future Part II: Original Motion Picture Soundtrack   | 22 ноября 1989   | 44:37             | Алан Сильвестри | MCA Records      |
| Back To The Future Part III: Original Motion Picture Soundtrack  | 29 мая 1990      | 44:34             | Алан Сильвестри | Varèse Sarabande |
| The Back To The Future Trilogy: Music Composed By Alan Silvestri | 21 сентября 1999 | 55:09             | Алан Сильвестри | Varèse Sarabande |
| Back To The Future: Intrada Special Collection (2CD)             | 24 ноября 2009   | 1:28:54           | Алан Сильвестри | Intrada Records  |
| Back To The Future: Original Motion Picture Soundtrack           | 26 октября 2015  | 48:35             | Алан Сильвестри | Intrada Records  |
| Back To The Future Part II: Intrada Special Collection (2CD)     | 26 октября 2015  | 1:39:53           | Алан Сильвестри | Intrada Records  |
| Back To The Future Part III: 25th Anniversary Edition (2CD)      | 26 октября 2015  | 1:48:04           | Алан Сильвестри | Intrada Records  |

## Дополнения

### Мультсериал
Телевизионное продолжение трилогии под названием «Назад в будущее: Анимационный сериал» выходило в эфир с 1991 по 1992 года, за это время было снято 26 эпизодов. Кристофер Ллойд, Томас Ф. Уилсон и Мери Стинберджен озвучили своих персонажей. Кроме того, Ллойд исполнил роль Дока в видеосегментах в начале и конце каждой серии — шоу носит образовательный характер, так как в «живых» сегментах Ллойд рассказывает о природных явлениях и законах физики. Мультипликационный сериал повествует о приключениях семейства Браунов, вернувшегося в Хилл-Вэлли. Одними из центральных персонажей становятся сыновья Дока и Клары — Жюль и Верн, а акценты повествования перемещены с семьи Макфлаев на Браунов.

### Аттракционы
Аттракцион «Назад в будущее: Путешествие» продолжает события третьего фильма. Он открылся 2 мая 1991 года в парке «Universal Studios Florida», 2 июня 1993 — в «Universal Studios Hollywood» и 31 марта 2001 — в «Universal Studios Japan». Оба американских аттракциона заменили на «Симпсоны: Путешествие» (в котором появляется анимационная версия Дока Брауна), а японский проработал вплоть до 31 мая 2016 года.

### Игра от TellTale Games
В 2010 году компания «Telltale Games», известная своими игровыми хитами в жанре квеста, начала в сотрудничестве с Бобом Гейлом заниматься разработкой квеста-продолжения «Back to the Future: The Game», состоящего из пяти эпизодов. Первый эпизод увидел свет 22 декабря 2010 года, а последний — 23 июня 2011 года. Кристофер Ллойд и Клаудия Уэллс озвучили своих персонажей, а работа Эй Джея Локазио была восторженно встречена критиками и поклонниками, отметившими невероятное голосовое сходство с Майклом Джей Фоксом. Сам Фокс появился в качестве специально приглашённого актёра в небольшой роли Уильяма Макфлая в финале игрового сезона — пятом эпизоде Outatime. Действие игры происходит после событий третьего фильма и до мультсериала. В 1986 году Марти скучает по Доку, оставшемуся вместе с Кларой в 1885 году. Неожиданно перед гаражом Брауна появляется DeLorean, внутри которого Марти обнаруживает любимого пса своего друга, Эйнштейна, и послание от Дока, застрявшего в 1931 году. Так начинается серия приключений героев во времени.

### Комиксы
С 1991 по 1993 года в США выходила серия комиксов из 7 выпусков по мотивам мультсериала. Сюжет пилотного выпуска был написан специально для журнала «The Gang’s All Here», который также выпускался с другой обложкой в категории «Special Edition». Сюжеты трёх журналов являются пересказом эпизодов мультсериала — «Forward To The Past», «Roman Holiday» и «Retired». События мини-серии были придуманы специально. В комиксах использованы те же мультипликационные изображения героев, что и в телесериале. Действие также происходит в 1991 году: Брауны живут в Хилл-Вэлли. Док продолжает изобретать, а Клара — преподавать в школе, Марти учится в университете. Кроме того, мистер Стрикленд занял пост ректора местного Университета.
По случаю 30-летнего юбилея трилогии издательство «IDW Publishing» начало выпуск комиксов-продолжения фильмов, главным сценаристом серии стал Боб Гейл. В них рассказываются новые истории о приключениях героев, а также эпизоды, которые упоминаются, но никогда не были показаны в кинотрилогии. Основная серия насчитывает 25 выпусков, позже переизданные в пяти томах в мягкой обложке, и в двух томах в твёрдой обложке. Позже было издано несколько мини-серий — «Biff To The Future» (подробный взгляд на события, которые привели к появлению альтернативного 1985 года во втором фильма); «Citizen Brown» (адаптация игры от «TellTaleGems») и «Tales Form The Future» о приключениях Дока Брауна и его семьи после финала третьей части. В России выпуском серии занимается «Другое издательство», выпустившее на начало 2020 года четыре тома из пяти.

### Короткометражные проекты
«Мои вычисления оказались верными — сейчас 21 октября 2015 года. Будущее наконец здесь. Оно не совсем такое, каким мы себе его представляли. Но не волнуйтесь, это означает лишь то, что ваше будущее ещё не написано. Ничьё будущее ещё не написано. Оно будет таким, каким сделаете его вы. Так что делайте хорошее будущее!»
В 2015 году по случаю 30-летия трилогии было выпущено несколько короткометражных фильмов. Короткое видео «Озеро» (англ. The Lake) с Клаудией Уэллс в роли Дженнифер Паркер вышло 8 октября в качестве рекламы официальных мероприятий «We’re Going Back». В нём также появляется Марти МакФлай — его играет другой актёр, персонаж виден только со спины. По сюжету Марти и Дженнифер всё же отправились вдвоём на озеро на машине «Toyota» из трилогии. Герои воспроизводят диалог, прозвучавший в начале фильма перед появлением отца Дженнифер, но их реплики поменяли местами.
Короткометражный фильм «Доктор Браун спасает будущее» (англ. Doc Brown Saves The Future!) вышел 20 октября в разделе дополнительных материалов юбилейного издания на DVD и Blu-Ray по случаю 30-летия трилогии, отрывок был опубликован 8 сентября на канале студии «Universal». Главную роль исполнил Кристофер Ллойд, режиссёром выступил Роберт Земекис, также написавший сценарий вместе с Бобом Гейлом. Продюсеры постановки — Гейл и Нил Кэнтон при поддержке «Amblin Entertainment». Музыку написал Алан Сильвестри.
Также релиз содержал ролик видеообращение «Будущее наступило! Специальное сообщение от Дока Брауна» (англ. The Future Is Now! A Special Message From Doc Brown), опубликованный ранее в социальных сетях. В нём Док обращается к зрителям с речью, похожей на ту, что он произнёс в финале третей части — «Ничьё будущее ещё не написано, поэтому сделайте его хорошим».
Кроме того, компания «Universal Pictures» создала трейлер к вымышленному фильму «Челюсти 19» из второй части, а «Mattel» выпустили рекламу несуществующего ховерборда.

### Мюзикл
31 января 2014 года был анонсирован мюзикл по мотивам первого фильма трилогии. Постановка проходила при участии режиссёра Роберта Земекиса, сценариста Боба Гейла и композитора Алана Сильвестри. Автор текстов песен — Глен Баллард, известный по работе с певицей Аланис Мориссетт. По словам Гейла «история мюзикла близка по духу к атмосфере фильма, но при этом не является его пустой калькой». Премьера была запланирована к 30-летнем юбилею трилогии в 2015 году, но была перенесена на 2016.
Премьера состоялась в английском «Manchester Opera House» 20 февраля 2020 года. В случае успеха, со временем можно ожидать постановок по всему миру. Включая Россию. Музыку написал композитор трилогии Алан Сильвестри. Сюжет и диалоги — Роберта Земекиса и Боба Гейла. Марти сыграл Олли Добсон. Роль Дока исполнил актёр театра и кино Роджер Барт (сериалы «Отчаянные домохозяйки», «Как я встретил вашу маму», «Возмездие», фильм «Хостел 2»). В рекламной кампании активное участие принимал Кристофер Ллойд.
В мюзикле появились песни из первой части — «The Power Of Love», «Johnny B. Goode» и «Back In Time» — а также несколько новых песен: «Put Your Mind To It», «Great Scott!» и «Gotta Start Somewhere».

### Документальные фильмы
Первый документальный фильм по трилогии, получивший отдельный релиз на видео в 2006, назывался «Оглядываясь назад в будущее» (англ. Looking Back To The Future). Режиссёр и сценарист Дарольд Кротзер снял в проекте большинство ключевых членов съёмочной группы и актёрского состава. Начиная с 2009 года, фильм неоднократно перевыпускался в качестве бонусного материала на различных юбилейных и подарочных изданиях трилогии.
В 2015 году увидел свет документальный фильм, снятый на средства, собранные на Kickstarter — «Назад во времени» (англ. Back in Time). Фильм рассказывает о культурном наследии трилогии, растущей базе поклонников и содержит интервью с создателями и актёрами.
19 июля 2016 года в продажу на DVD и Blu-Ray поступил фильм «Вне времени: Спасение машины времени ДэЛореан» (англ. OUTATIME: Saving The DeLorean Time Machine). Проект Стива Конкотелли рассказывает о том, как сценарист Боб Гейл, руководство студии «Universal» и преданные фанаты трилогии вели работы по восстановлению оригинальных машин ДэЛореан, использованных на съёмках картин.
В марте 2021 года на канале «Discovery+» состоялась премьера четырёх эпизодов документального сериала «Expidition: Back To The Future». По сюжету комедийного проекта ведущему документального проекта «Экспедиция» на канале «Discovery» Джошу Гейтсу является Док Браун и говорит, что он вместе с Кристофером Ллойдом должен найти машину времени, чтобы вручить её Майклу Джей Фоксу для его фонда по борьбе с болезнью Паркинсона. Гейтс находит Ллойда и уговаривает актёра отправиться в путешествие по стране в поисках машины со съёмок, которых, как выясняется, было семь. Пройдя через забавные приключения — по ходу которых они встречают множество знакомых лиц авторов и актёров трилогии, а также самых заядлых фанатов — Гейтс и Ллойд приходят к выводу, что они должны построить машину времени сами.

### Появления актёров в образах персонажей
В фильме «Миллион способов потерять голову» (2014) есть эпизод-«пасхалка», когда главный герой Сета МаФарлейна случайно заглядывает в один из сараев в типичном городке Дикого Запада, и видит там Дока Брауна в исполнении Кристофера Ллойда, ремонтирующего ДэЛореан.
Майкл Джей Фокс вновь сыграл Марти в образе ковбоя Клинта Иствуда из третьей части в музыкальном видео исполнителя Lil Nas X на песню «Holiday».

## Книги

### Новелизации
| Название          | В оригинале                           | Автор                                        | Дата выхода        | Количество страниц |
| ----------------- | ------------------------------------- | -------------------------------------------- | ------------------ | ------------------ |
| Назад в будущее   | Back To The Future: A Novel           | Джордж Гайп (англ. George Gipe)              | 1 июля 1985 года   | 248                |
| Назад в будущее 2 | Back To The Future, Part II: A Novel  | Крейг Шоу Гарднэр (англ. Craig Shaw Gardner) | 1 ноября 1989 года | 251                |
| Назад в будущее 3 | Back To The Future, Part III: A Novel | Крейг Шоу Гарднэр (англ. Craig Shaw Gardner) | 1 июня 1990 года   | 248                |

Обложка российского романа-адаптации.

Выход каждого фильм сопровождался публикацией романов-новелизаций, основанных на ранних сценариях картин — поэтому в сюжетах, диалогах и описании персонажей есть различия, в том числе в финале первой части, когда Марти отправляется на ядерный полигон в финале истории для того, чтобы вернуться в 1985 год. Адаптацию первого фильма написал Джордж Гайм, второго и третьего — Крэйг Шоу Гарднер. Кроме того, к каждой части выпускались адаптации для школьного возраста — с сокращённым и упрощённым текстом и фото-иллюстрациями.
В России в книжной серии «Бестселлеры Голливуда» (выпускалась издательствами «Эрика»/«Индекс») в 1994 году была выпущена адаптация всех трёх фильмов, написанная российским автором под псевдонимом Джон Томпсон. В издании присутствует адаптация фильма «Супермэн III». В книге 450 страниц. Небольшие иллюстрации к романам создал В. Суриков. Существует аудио-версия книги, Текст читает Ольга Гришина.

### Документальные
- 1990: Back To The Future, Parts II & III Annual (Дэвид Бишоп, Рэндалл Д. Ларсон и Джон Фриман)
- 1990: Back To The Future: The Official Book Of The Complete Movie Trilogy (Майкл Класторин и Салли Хиббин)
- 2014: Back To The Future Almanac: 1985—2015 Official Collector’s Guide (Роб Кляйн и Дженнифер Смит)
- 2015: Back To The Future: The Ultimate Visual History (Майкл Класторин)
- 2015: We Don’t Need Roads: The Making of the Back to the Future Trilogy (Касин Гейнс)
- 2019: William Shakespeare’s Get Thee Back To The Future! (Айан Дойшер)
- 2020: Back From The Future: A Celebration Of The Greatest Time Travel Story Ever Told (Бред Гилмор)
- 2020: Back To The Future: The Ultimate Visual History. Revised & Expanded Edition (Майкл Класторин и Рендал Атаманюк)
- 2020: Back To The Future: The Official Hill Valley Cookbook. Over Sixty-Five Classic Hill Valley Recipes From The Past, Present, & Future! (Эллисон Робичелли)
- 2021: Back To The Future. DeLorean Time Machine: Doc Brown’s Owner’s Workshop Manual (Боб Гейл и Джо Уолзер)
- 2021: Build It With Some Style: Unauthorized Tales Of The Time Machines From Back To The Future (Том Силкниттер)

### Книги «Hasslein Books»
В 2012 и 2013 годах издательство «Hasslein Books» выпустило две книги о вселенной «Назад в будущее». В издания включены имена, персонажи и даты из всех проектов франшизы по состоянию на 2015 год — включая события трилогии, мультсериала, комиксов, аттракциона, видео-игр и других спин-оффов. Релизы были подготовлены при поддержке Боба Гейла и официального сайта трилогии «BTTF.com».
- «A Matter Of Time: The Unauthorized Back To The Future Lexicon» — словарь терминов и имён, написанный Ричем Хэндли[52].
- «Back In Time: The Unauthorized Back To The Future Chronology» — книга-летопись написана Хэндли в соавторстве с Грегом Митчеллом — она поступила в продажу в 2013 году[53].

### Детские
В 2018 году в серии «Pop Classics» вышла адаптация первого фильма — текст и иллюстрации книги «Back To The Future: The Classic Illustrated Storybook» создала Ким Смит — она также является автором книг по сериалам «Секретные материалы», «Доктор Кто», «Баффи — истребительница вампиров», а также фильмам «Один дома», «Один дома 2: Потерявшийся в Нью-Йорке», «Эльф», «Малыш-каратист», «Инопланетянин». Книга по «Назад в будущее» — ставшая книгой 2019 года по мнению организаторов премии «Children’s & Teen Choice Book Awards» — выпускалась и в России в 2020 году издательством «Бомбора».
В 2019 году в продажу поступила книга-игра «Back To The Future: Race Through Time», написанная Марком Сумераком с иллюстрациями Джей-Джей Харрисоном. Книга представляет собой карту города Хилл-Вэлли на 10-ти страницах с описанием объектов. К изданию прилагается миниатюрная заводная машина ДэЛореан.
Развивающая книга «Back To The Future: Telling Time With Marty McFly» от «PlayPop» поступила в продажу в 2020 году — она должна научить малышей, как правильно называть время.

### Фото-книги
В 1990 году в продажу в Японии поступили фото-книги издательства «Eichi Shuppan» по второму и третьему фильмам.

## Продукция

### Журналы
В 1985 году был издан официальный журнал по первому фильму «Back To The Future: Official Collector’s Edition».
С января по октябрь 1990 года было издано 4 журнала официального фан-клуба трилогии «Back To The Future Fan Club Magazine», содержащих эксклюзивные интервью и фото со съёмок второй и третьей частей. Издатель — «Fan Clubs Inc». Президент фан-клуба и главный издатель — Дэн Мэдсен, редактор — Джон Дэвис. В каждом выпуске 13 страниц. Сейчас раритетные издания трудно найти в продаже интернет-магазинов.

### Компьютерные игры
С 1985 по 2001 для различных приставок — Amstrad CPC, Commodore 64, ZX Spectrum, MSX, Amiga, Atari ST, DOS, Sega Genesis, Sega Master System, Nintendo Entertainment System, Super Nintendo Entertainment System, Nintendo GameCube — было выпущено большое количество игр, а некоторые из них адаптированы для Windows (PC) и Apple (MAC и iPad). По мнению многих критиков и самих создателей трилогии, качество игр оставляло желать лучшего.
В 2015 году вышло два дополнения к игре «Lego Dimensions»: набор «The Level Pack» включает фигурку Марти МакФлая, мини-ДэЛорена и ховерборд с доступом бонусному уровню по мотивам первого фильма; в набор «The Fun Pack» вошла фигурка Дока Браун и Поезда Жюля Верна. Оба набора открывают доступ с открытому миру Хилл-Вэлли. Майкл Джей Фокс и Кристофер Ллойд озвучили в игре своих персонажей.

### Пинбол
В 1990 году в продажу поступила пинбольная машина «Back to the Future: The Pinball» от «Data East», созданная дизайнерами Джо Каминковым (англ. Joe Kaminkow) и Эдом Цебулой (англ. Ed Cebula) по мотивам трилогии по заказу компании «Data East». Майкл Джей Фокс отказался дать разрешение на использование своего образа в роли Марти Макфлая на поверхности автомата, поэтому Марти изображён в солнцезащитных очках. На других частях машины в образе Марти изображён сын Пола Фэриса (англ. Paul Faris), одного из создателей игры. На промоматериалах и флаерах изображён дизайнер Джо Каминкоу (Joe Kaminkow), а Доком стал гари Стерн — бывший президент «Data East», а ныне — глава «Stern Pinball». В автомате использованы три песни с саундтрека к фильмам:
- «The Power Of Love» (из репертуара Huey Lews & The News)
- «Back In Time» (из репертуара Huey Lews & The News)
- «Doubleback» (из репертуара ZZ Top)

В 2017 «Zen Studios» выпускает на рынок дополнение к игре «Pinball FX 3» по мотивам «Назад в будущее» вместе с двумя другими классическими фильмами студии «Universal» — «Челюсти» и «Инопланетянин».

### Игрушки
Множество известных производителей игрушек выпускало продукцию под брендом «Back To The Future»: «LEGO», «NECA», «Playmobil», «Funko», «McDonalds», «Hasbro» и др.
Японская компания «Kubrick» выпустила несколько наборов фигурок, в основной серии — четыре фигурки: «Marty», «Doc Brown», «Jennifer» и «Einstein». Эксклюзивный набор Дока, Марти и миниатюрной копии ДэЛориан стал частью подарочного японского издания трилогии, выпущенного в 2005 году по случаю 20-летия первого фильма.
«Minimates» — серия игрушек, до 2002 выпускавшаяся компанией Art Asylum, а в данный момент релизом занимается Diamond Select Toys. В серии выпускались игрушки по мотивам таких фильмов и телесериалов, как «Охотники за привидениями», «Рыцарь дорог», «24 часа», «Полицейский из Беверли-Хиллз», «Тёмный ангел», «Крёстный отец», «Властелин колец», «Уличный боец», «Терминатор 2: Судный день», «Рокки», «Звёздный путь» и др. Также в серию вошли и игрушки по мотивам трилогии:
- Series 1 Box Set (фигурки Марти 1985, Лоррейн 1955, Дока 1955 и Биффа 1955)
- Series 2 Box Set (Марти 2015, Док 2015, Марти-шпион 1955, Бифф из альтернативного 1985)
- Series 3 Box Set (Марти 1985, Марти 1885, Док 1885, Бьюфорд)
- «Enchantment Under the Sea» — Exclusive Limited Edition 2-Pack (Марти и Лоррейн на танцах)
- 25th Anniversary Minimates Box Set (Марти в радиационном костюме, Марти на скейте 1955, Бифф 1955, директор Стрикленд)
- 1955 Marty & George McFly — Exclusive 2-Pack (Джордж и Марти)
- Future Biff & Marty — Exclusive 2-Pack (Мартин-Младший и Бифф 2015)
- Series 1 DeLorean Time Machine (копия ДэЛориан и Марти в радиационном костюме)
- Series 2 «Phasing» DeLorean Time Machine (копия ДэЛориан 2015 и Дженнифер)
- Mini-Time Machine (копия ДэЛориан и Марти 1985)

### Модели машин
Компании «Hot Toys» и «Hot Wheels» выпустили модели не только ДэЛорена, но и других автомобилей из трилогии.

### Настольные игры
Сопроводительную продукцию издавали также «Panini» (альбомы для наклеек по первому фильму) и «Topps» (коллекционные карточки по второй части).

### Ресторан «Doc Brown’s Chicken»
«Цыплята доктора Брауна» (англ. Doc Brown’s Chicken) — ресторан на студии «Universal» в Голливуде, располагавшийся недалеко от аттракциона «Назад в будущее: Путешествие». Он работал с 1999 по январь 2014 года. Сам ресторан существует с 1915 года — ранее он назывался «The Flower Drum Restaurant», а после закрытия тематического аттракциона — «Cletus' Chicken Shack» по имени персонажа мультсериала «Симпсоны» Клетуса Спаклера. На карте тематического парка ресторан был отмечен, как четвёртый по популярности среди посетителей. Слоган: «Лучшая курочка всех времён!» (англ. The Finest Chicken Of All Time!). Сам ресторан был украшен изображениями путешествующего по миру доктора Брауна и не имевшего портретного сходства с Кристофером Ллойдом. Однако сам актёр присутствовал на церемонии открытия ресторана. Меню предлагало четыре блюда из курицы.

### Официальный журнал

Обложка первого выпуска.

Обложка второго выпуска.

Обложка третьего выпуска.

Обложка четвёртого выпуска.

Back To The Future. Fan Club Magazine — серия журналов, выходивших в период с января по октябрь 1990 года, включающая в себя 4 выпуска. Издатель — Fan Clubs Inc. Президент фан-клуба и главный издатель — Дэн Мэдсен (англ. Dan Madsen), редактор — Джон Дэйвис (англ. John S. Davis). В каждом выпуске 13 страниц.
Выпуск #1
Дата выпуска: январь 1990 года
- Добро пожаловать в будущее! — вступительное слово издателей.
- Сборы Назад в будущее II! — обзор результатов в премьерный уик-энд, сравнение с показателями предыдущей части.
- Роман Назад в будущее II. Интервью с писателем Крэйгом Шоу Гарднером. Автор — Джон Дэйвис.
- Эксклюзивное интервью с Бобом Гейлом — 4-страничное интервью. Автор — Дэн Мэдсен
- 7 временных линий Дока Брауна — 3-страничное эссэ о природе времени: понимание и восприятие. Автор — Джон Дэвис.
- Официальные товары по Назад в будущее.
- Эксклюзивное интервью с Нилом Кэнтоном: На съёмочной площадке Назад в будущее. Интервью с продюсером о съёмочном процессе. Автор — Дэн Мэдсен.
- Список конвенций в марте/апреле 1990 года.

Выпуск #2
Дата выпуска: март 1990 года
- Назад к фанатам! — письма поклонников.
- Что ждёт нас в будущем? — Статья о третьем фильме: эксклюзивная информация о сюжете картины. В статье также присутствует схема путешествий во времени, согласно которой престарелый Бифф угнал машину времени и отправился сначала в 1955, а потом в 1885 год. Автор — Джон Дэвис.
- Эксклюзивное интервью с Томасом Уилсоном: Назад к роли Биффа! — 5-страничное интервью с актёром, рассказывающим о том, каково играть главного злодея Хилл-Вэлли! Автор — Дэн Мэдсен.
- Официальные товары по Назад в будущее.
- Эксклюзивные фото Назад в будущее III — 3 кадра из фильма.
- Спецэффекты в Назад в будущее — рассказ о съёмках сцен из второй части. Автор — Джон Дэйвис.
- Список конвенций на июнь 1990 года.

Выпуск #3
Дата выпуска: июнь 1990 года
- Назад к фанатам! — письма поклонников.
- Часто задаваемые вопросы — Первая публикация статьи. Авторы — Боб Гейл и Роберт Земекис.
- Эксклюзивное интервью с Кристофером Ллойдом: Путешествия во времени я переношу отлично! — 3-страничная биография актёра. Авторы — Дэн Мэдсен, Джон Дэйвис и Майкл Класторин.
- Эксклюзивные фото: каскадёрша Дженнифер Уотсон — 1-страничное интервью с дублёршей Мэри Стинбёрген, с фотографиями со съёмочной площадки.
- Официальные товары по Назад в будущее.
- Эксклюзивное интервью с Мэри Стинбёрген: И снова про любовь… — 2-страничное интервью с актрисой о её работах в кино. Автор — Дэн Мэдсен.

Выпуск #4
Дата выпуска: октябрь 1990 года
- Назад к фанатам! — письма поклонников.
- Назад в будущее: Приключение во времени — эксклюзивный обзор аттракциона Назад в будущее: Путешествие перед его открытием в 1991 году.
- На съёмочной площадке с Майклом Класторином — автор официального гида по трилогии рассказывает о забавных случаях со съёмок.
- Эксклюзивное интервью с Майклом Джей Фоксом: Приключения Марти Макфлая — интервью с главным героем трилогии. Авторы — Майкл Класторин и Дэн Мэдсен.
- Эксклюзивное интервью с Леа Томпсон: Воспоминания о Лорейн — интервью с актрисой о трилогии и других работах в кино. Авторы — Дэн Мэдсен и Майкл Класторин.
- Эксклюзивное интервью с Робертом Земекисом: Человек за кадром — интервью с одним из создателей саги о путешествиях во времени. Земекис отвечает на множество разнообразных вопросов. Авторы — Дэн Мэдсен и Майкл Класторин.
- Эксклюзивное интервью: Магия кино Назад в будущее — статья о спецэффектах для второй и третьей частей. Автор — Дезире Гонсалес.
- Официальные товары по Назад в будущее.

## Релиз

### Кассовые сборы
| Фильм             | Дата выпуска        | Показатели (в долларах США) | Показатели (в долларах США) | Показатели (в долларах США) |
| Фильм             | Дата выпуска        | США                         | За рубежом                  | Мировые сборы               |
| Назад в будущее   | 3 июля 1985 года    | 210 609 762                 | 170 500 000                 | 381 109 762                 |
| Назад в будущее 2 | 22 ноября 1989 года | 118 450 002                 | 213 500 000                 | 331 950 002                 |
| Назад в будущее 3 | 25 мая 1990 года    | 87 727 583                  | 156 800 000                 | 244 527 583                 |
| Общие сборы       |                     | 416 787 347                 | 540 300 000                 | 957 587 347                 |

К июню 2011 года «Назад в будущее» является 14-й по величине кассовых сборов кино-трилогией на внутреннем рынке США с учётом инфляции, 17-й на внутреннем рынке США без учёта инфляции и 13-й по величине мировых кассовых сборов (без учёта инфляции).

### Повторный прокат
21 октября 2015 года трилогия вышла в повторный прокат в некоторых странах мира — в первые выходные сборы превысили $4,8 миллиона, в США и Канаде (1 815 кинотеатров) — $1,65 миллиона; $1,4 миллиона в Германии и $345 тысяч в Великобритании. Сборы в Австралии, Австрии, Франции и Италии не такие высокие.
В честь 35-летия трилогии фильм вновь вышел в прокат отдельных стран. В Великобритании премьера была назначена на 29 мая, но состоялась позднее из-за коронавируса. Многие кинотеатры показывали всю трилогии — в связи с 30-летним юбилеем третьего фильма.
В России и Белоруссии первая часть также была показана на больших экранах — с новейшей реставрацией звука и видео в 4К — премьера состоялась 10 декабря 2020 года. Прокатом занималась компания «Иное кино», фильм транслировался на английском языке с русскими субтитрами.

### Критика
| Фильм             | Rotten Tomatoes   | Metacritic      | CinemaScore |
| ----------------- | ----------------- | --------------- | ----------- |
| Назад в будущее   | 96 % (79 reviews) | 87 (26 reviews) | н/д         |
| Назад в будущее 2 | 65 % (60 reviews) | 57 (17 reviews) | A-          |
| Назад в будущее 3 | 80 % (44 reviews) | 55 (19 reviews) | A-          |

### Признание
Марти Макфлай и Док Браун заняли 39-ю и 76-ю позиции соответственно в списке «100 величайших киноперсонажей всех времён», по мнению журнала «Empire».

## Наследие

### Национальное достояние
Картина «Назад в будущее» внесена в Национальный реестр фильмов — ежегодно для него отбираются 25 фильмов, признанных экспертами культурным достижением и подлежащих сохранению как культурное наследие страны. Поклонники трилогии запустили петицию по включения второго и третьего фильмов в список.

### День «Назад в будущее»

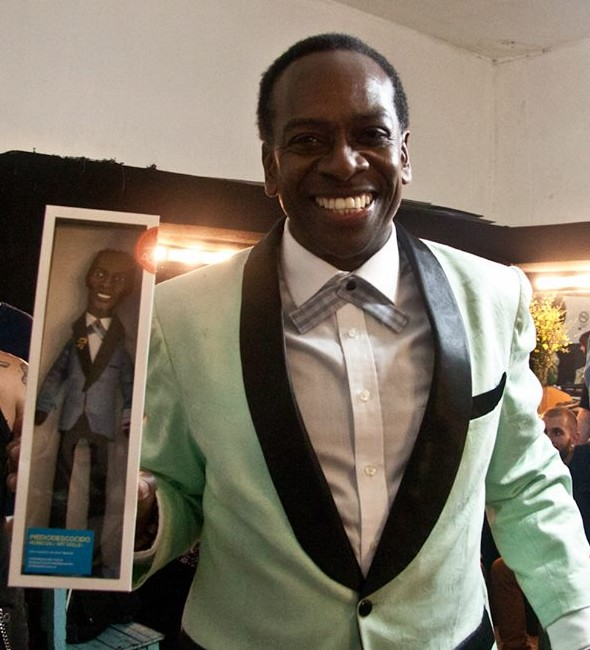
Исполнитель роли Марвина Берри,, позирующий с куклой своего персонажа, 2015 год

21 октября 2015 года — день будущего, куда отправлялись герои фильма. Эта дата получила широкое освещение в СМИ и была названа «Back To The Future Day». Обсуждение имело большой резонанс в сети. «Яндекс» поставил тематический логотип и подготовил тематические запросы по фильму. Многие СМИ сравнивали реальный 2015 год с представленным в фильме. Майкл Джей Фокс и Кристофер Ллойд в своих образах из фильма посетили шоу «Джимми Киммел в прямом эфире», которое снимается в Нью-Йорке. Актёры прибыли на сцену телепрограммы прямо в DeLorean. Иван Ургант провёл выпуск шоу «Вечерний Ургант» в образе Марти Макфлая, а Дмитрий Хрусталёв в образе Эмметта Брауна. Даже Белый дом США опубликовал специальное обращение, призывающее отмечать день «Назад в будущее». «Universal Studios» организовала туры по местам съёмок. Город Рестон в штате Вирджиния временно сменил своё название на «Хилл-Вэлли» на время проведения ежегодного кино-фестиваля.

### В массовой культуре
Сюжет и персонажи трилогии часто пародируются в различных фильмах и телевизионных шоу — например, в мультсериалах «Симпсоны», «Гриффины», «Робоцып» и «Американский папаша!».
- Множество аллюзий присутствует в эпизодах мистического сериала «Сверхъестественного».
- Главные герои ситкома «Воспитывая Хоуп» часто упоминают события трилогии, а в одном из эпизодов сериала появляются Кристофер Ллойд и DeLorean[105].
- Главные герои комедийного мультсериала «Рик и Морти» являются гротескной пародией на Дока Брауна и Марти Макфлая из трилогии «Назад в будущее»[106].
- Если в компьютерной игре Driver: San Francisco разогнаться на модели DeLorean DMC-12 до 88 миль в час (141 км/ч), откроется бонусная миссия — первая из оригинальной игры серии Driver 1999 года, где нужно проходить различные трюки на автомобиле на скрытой автопарковке. Эта миссия называется «Blast From The Past», что можно перевести как «Взрыв из прошлого» — так называется магазин будущего, появившийся в «Назад в будущее 2»[источник не указан 1647 дней].
- В игре Worms 4: Mayhem есть карта, в которой на дороге стоит DeLorean из фильма — если взорвать машину, она исчезнет, оставив после себя огненный след[107].

## Выход на видеоносителях

### Издание на VHS
В конце 80-х и начале 90-х годов трилогия выходила с одноголосым авторским переводом Алексея Михалёва, Андрея Гаврилова и других.
Впервые в России лицензионные видеокассеты с трилогией от студии «Премьер Видео Фильм» были изданы в 1997 году в формате «HiFi Stereo» с русским закадровым переводом Игоря Тарадайкина и Любови Германовой.

### Коллекционное DVD-издание
В июле 1997 года студия «Universal» объявила о том, что трилогия станет одним из первых 10 релизов, представленных в новом формате — DVD вместе с повторным выходом трилогии на VHS. Однако прошло пять лет, прежде чем диски с фильмами поступили в продажу. В 2002 году на прилавках появились широкоэкранные издания фильмов. Данный релиз также был издан и в полнокадровом формате.
За рубежом и в России трилогия издавалась несколько раз на DVD как по отдельности, так и в виде коллекционных изданий. Последнее коллекционное российское DVD-издание представляет собой комплект из 4 дисков со всеми частями трилогии (ранее каждый фильм выпускался отдельно с теми же дополнительными материалами), а также новый бонусный диск, с ранее не издававшимися бонусами:
| Диск | Дополнения |
| --- | --- |
| - Диск 1. Фильм «Назад в будущее». - Региональные коды: 5 (Страны бывшего Советского Союза, Индия, Африка, Монголия) - Количество слоёв: DVD-9 (2 слоя) - Субтитры: Русский / Английский / Латышский / Литовский / Эстонский - Звуковые дорожки: - Русский закадровый перевод (Dolby Surround 2.0) - Английский (Dolby Digital 5.1) - Английский (DTS 5.1) - Формат изображения: Widescreen 1.85:1.   | - Фильм о съёмках: «Создание трилогии: часть 1» (15 минут) - Аудиокомментарии к фильму режиссёра Роберта Земекиса и сценариста-продюсера Боба Гейла - Неудачные дубли (3 минуты) - 7 удалённых сцен (9 минут) - Документальные аудиокомментарии с забавными историями о фильме - Пробы грима (2 минуты) - Сравнение эскизов с готовыми сценами фильма (7 минут) - Фотогалерея: «Фотоальбом Марти Макфлая» - Фотогалерея: «На съёмочной площадке» - Галерея эскизов и фотографий машины времени DeLorean - Галерея эскизов: «Путешествия во времени» - Рекламный киноролик фильма «Назад в будущее» |
| - Диск 2. Фильм «Назад в будущее 2». - Региональные коды: 5 (Страны бывшего Советского Союза, Индия, Африка, Монголия) - Количество слоёв: DVD-9 (2 слоя) - Субтитры: Русский / Английский / Латышский / Литовский / Эстонский - Звуковые дорожки: - Русский закадровый перевод (Dolby Surround 2.0) - Английский (Dolby Digital 5.1) - Английский (DTS 5.1) - Формат изображения: Widescreen 1.85:1. | - Фильм о съёмках (7 минут) - Фильм о съёмках: «Создание трилогии: часть 2» (16 минут) - Неудачные дубли (1 минута) - Удалённые сцены (3 минуты) - Документальный фильм о гравидосках «Испытание гравидоски» (1 минута) - Сравнение эскизов с готовыми сценами фильма (3 минуты) - Фотогалерея «Фотоальбом Марти Макфлая» - Фотогалерея: «Фотографии со съёмок» - Галерея эскизов: «Конструкции будущего» - Галерея эскизов: «Транспорт будущего» - Рекламный киноролик фильма «Назад в будущее 2» |
| - Диск 3. Фильм «Назад в будущее 3». - Региональные коды: 5 (Страны бывшего Советского Союза, Индия, Африка, Монголия) - Количество слоёв: DVD-9 (2 слоя) - Субтитры: Русский / Английский / Латышский / Литовский / Эстонский - Звуковые дорожки: - Русский закадровый перевод (Dolby Surround 2.0) - Английский (Dolby Digital 5.1) - Английский (DTS 5.1) - Формат изображения: Widescreen 1.85:1. | - Фильм о съёмках: «Создание трилогии: часть 3» (16 минут) - Неудачные дубли (2 минуты) - Удалённые сцены (1 минута) - Сравнение эскизов с готовыми сценами фильма (13 минут) - Фотогалерея «Фотоальбом Марти Макфлая» - Фотогалерея: «Фотографии со съёмочной площадки» - Галерея эскизов декораций фильма - Галерея эскизов: «Трилогия: варианты афиш» - Видеоклип группы ZZ Top «Doubleback» (4 минуты) - Рекламный киноролик фильма «Назад в будущее 3» - Рекламный киноролик фильма «Инопланетянин» |
| - Диск 4. Дополнительные материалы | Дополнительные материалы для «Назад в будущее». - Аудиозапись с ответами на вопросы режиссёра Роберта Земекиса и сценариста-продюсера Боба Гейла (99 минут) - Воспоминания Майкла Дж. Фокса о фильме «Назад в будущее» (14 минут) - 8 удалённых сцен с комментариями продюсера и сценариста Боба Гейла (11 минут) Дополнительные материалы для фильма «Назад в будущее 2». - Аудиозапись с ответами на вопросы режиссёра Роберта Земекиса и продюсера Боба Гейла (55 минут) - 7 удалённых сцен с комментариями Боба Гейла (6 минут) - Документальный фильм о декорациях фильма (3 минуты) - Документальный фильм об эскизах сцен (2 минуты) - Документальный фильм о машине времени DeLorean (4 минуты) - Документальный фильм о создании эффекта переноса во времени (3 минуты) - Сравнение эпизодов до наложения спецэффектов и после (6 минут) - Видеоклип исполнителя Huey Lewis и группы The News «The Power of Love» (6 минут) Дополнительные материалы для фильма «Назад в будущее 3». - Фильм о съёмках фильма «Назад в будущее 3» (8 минут) - Аудиозапись с ответами на вопросы режиссёра Роберта Земекиса и продюсера Боба Гейла (30 минут) - Удалённая сцена с комментариями Боба Гейла (1 минута) - Документальный фильм о создании города «Хилл-Вэлли» (1 минута) - Документальный фильм о создании плакатов к фильму (1 минута) - Документальный фильм о секретах трилогии «Назад в будущее» (21 минута) |

### Японское DVD-издание трилогии к 20-летию первой части
В честь 20-летия первого фильма, 25 ноября 2005 года эксклюзивно в Японии было выпущено лимитированное подарочное издание трилогии, которое, кроме DVD-набора из четырёх дисков, представляющих собой издание 2002 года, также включало в себя буклет; металлическую табличку «Outatime, California»; копию письма «Western Union», которое написал Док Марти, попав в 1885 год; 6 почтовых открыток (3 с изображениями концепт-арта машины времени и 3 с постерами трилогии); бумажную модель DeLorean для склеивания; мини-набор японской компании «Kubrick» с тремя игрушками — фигурками Марти, Дока и миниатюрной копией DeLorean.

### Второй DVD-релиз трилогии
21 октября 2008 года стало известно, что студия «Universal» планирует выпустить DVD отдельно с каждым фильмом. Диски поступили в продажу 12 февраля 2009 года. Диск с фильмом «Назад в будущее» был выпущен в формате подарочного издания с дополнительным диском, на котором разместили документальный фильм «Looking Back To The Future» и видеоверсию аттракциона «Назад в будущее: Путешествие». Диски со вторым и третьим фильмами содержали тот же набор бонусов, что и издание трилогии.

### DVD/BD-издание трилогии к 25-летию первой части
В честь 25-летия выпуска первой части трилогии, зимой 2010 года во многих странах мира, включая и Россию, вышло её издание на DVD и BD, с новыми бонусными материалами. Российское издание включало также полный дубляж на русский язык, осуществлённый студией «Пифагор». Фильмы и новые бонусы представлены в высоком разрешении.
- «Назад в будущее: Путешествие» (видео) (31:04)
- Ночь «Назад в будущее» (ведущий — Лесли Нильсен) (27:11)
- Физика и «Назад в будущее» с доктором Мичио Каку (8:20)
- Документальный фильм «Истории из будущего» в 6-ти частях:
  - «В самом начале» (27:13)
  - «Пора в путь» (28:41)
  - «Всё идёт во плану» (5:32)
  - «Полёты во времени» (27:29)
  - «Особенности третьей попытки» (17:00)
  - «Проверка временем» (15:34)

### DVD/BD-издание трилогии к 30-летию первой части
Второе коллекционное издание трилогии было анонсировано летом 2015 года и выпущено 20 октября 2015 года, за день до прибытия Марти в будущее. Трилогия издаётся в трёх базовых вариантах: в простом варианте «Blu-ray+Digital HD» (4 Blu-ray- либо 5 DVD-дисков); в дополнении к простому варианту только на DVD выпущена версия «The Complete Animated Series», которая содержит только мультсериал «Назад в будущее»; в полной коробочной версии «The Complete Adventures», где есть и фильм, и мультсериал. В варианте с мультсериалом последний издаётся на 4 DVD-дисках. Полное коробочное издание также выпускается на 8 дисках (4 Blu-ray с фильмами и 4 DVD с мультсериалом) либо на 9 DVD-дисках (5 DVD с фильмами и 4 DVD с мультсериалом).
Полное издание трилогии содержит: все три части фильма, бонусный диск с двумя часами дополнительных материалов, мультсериал, доступ к фильму из цифрового облака, книгу о трилогии и коробку коллекционера в виде потокового конденсатора. Бонусные материалы на дисках включают все новые оригинальные короткометражные фильмы, включая фильм «Док Браун спасает мир!», фильм о реставрации автомобиля DeLorean, 9-серийный ретроспективный документальный фильм о трилогии, 6-серийный документальный фильм, удалённые сцены, вопросы и ответы Майкла Джей Фокса, интервью с автором сценария Боб Гейлом и писателем Джоном Лудином и др.

### DVD/BD-издание трилогии к 35-летию первой части
В июле 2020 году было объявлено о выходе «The Ultimate Trilogy» издания трилогии для выхода на Blu-ray, Ultra HD Blu-ray и DVD с новой реставрацией звука и изображения, бонусными материалами и специальным оформлением для «Target» и «Best Buy» including (металлические боксы с новым дизайном). Лимитированное подарочное издание включает миниатюрную копию ховерборда из второй части на магните. Новые бонусные материалы включают:
- «Музей Голливуда» отправляется «Назад в будущее»: экскурсия по выставке съёмочных экспонатов с Бобом Гейлом.
- За кулисами мюзикла «Назад в будущее»: интервью с актёрами и создателями постановки, отрывки из репетиций.
- «Альтернативное будущее: Потерянные плёнки с проб»: Видео-пробы Бена Стиллера, Киры Седжвик, Джона Крайера, Билли Зейна, Питера ДеЛуиса и С. Томаса Хауэлла на роли в первый фильм.
- «Как выжить в кино: Назад в будущее»: видео-ролик, рассказывающий, насколько обоснованы некоторые сцены из фильма с точки зрения науки.